# Tom Doyle
Thomas Doyle, abrégé Tom Doyle, né le 30 juin 1992 à Auckland en Nouvelle-Zélande, est un footballeur international néo-zélandais, qui évolue au poste de défenseur.

## Biographie

### Carrière en club
Durant l'été 2012, il rejoint le Team Wellington en ASB Premiership. Le 4 novembre, il fait ses débuts en Premiership, face au Waitakere United, lors d'une défaite 3-0. Lors de sa deuxième saison, il perd la finale du championnat contre l'Auckland City FC.
Le 1er août 2014, il rejoint le Wellington Phoenix en A-League. Le 12 octobre, il fait ses débuts en A-League, face au Perth Glory, lors d'une défaite 2-1.

### Carrière internationale
Tom Doyle compte 6 sélections avec l'équipe de Nouvelle-Zélande depuis 2014.
Il est convoqué pour la première fois en équipe de Nouvelle-Zélande par le sélectionneur national Anthony Hudson, pour un match amical contre l'Ouzbékistan le 8 septembre 2014. La rencontre se solde par une défaite 3-1 des Néo-Zélandais.
Le 12 mai 2016, il fait partie des 23 appelés par le sélectionneur national Anthony Hudson pour la Coupe d'Océanie 2016. La sélection néo-zélandaise remporte la finale en battant la Papouasie-Nouvelle-Guinée lors de la séance de tirs au but.
Le 8 juin 2017, il fait partie des 23 appelés par le sélectionneur national Anthony Hudson pour la Coupe des confédérations 2017. Il dispute seulement une rencontre, la Nouvelle-Zélande est éliminée au premier tour.

## Palmarès
- Avec la Nouvelle-Zélande
  - Vainqueur de la Coupe d'Océanie en 2016

## Statistiques
| Saison                | Club                  | Championnat           | Championnat | Championnat | Coupe(s) nationale(s) | Coupe(s) nationale(s) | Séries | Séries | Nouvelle-Zélande | Nouvelle-Zélande | Total | Total |
| Saison                | Club                  | Division              | M.          | B.          | M.                    | B.                    | M.     | B.     | M.               | B.               | M.    | B.    |
| 2012-2013             | Team Wellington       | Premiership           | 10          | 0           | -                     | -                     | -      | -      | -                | -                | 10    | 0     |
| 2013-2014             | Team Wellington       | Premiership           | 13          | 2           | -                     | -                     | 3      | 0      | -                | -                | 16    | 2     |
| 2014-2015             | Wellington Phoenix    | A-League              | 10          | 0           | 1                     | 0                     | -      | -      | 1                | 0                | 12    | 0     |
| 2015-2016             | Wellington Phoenix    | A-League              | 20          | 1           | 1                     | 0                     | -      | -      | 2                | 0                | 23    | 1     |
| 2016-2017             | Wellington Phoenix    | A-League              | 18          | 1           | 1                     | 0                     | -      | -      | 3                | 0                | 22    | 1     |
| Total sur la carrière | Total sur la carrière | Total sur la carrière | 71          | 4           | 3                     | 0                     | 3      | 0      | 6                | 0                | 83    | 4     |